# Place du Guignier
La place du Guignier est une voie située dans le quartier de Belleville du 20e arrondissement de Paris.

## Situation et accès
La place du Guignier est desservie à proximité par la ligne 11 à la station Jourdain.

## Origine du nom
Elle porte ce nom car à cet endroit existait autrefois une plantation de cerisiers sauvages, appelés guigniers.

## Historique
Cette voie de l'ancienne commune de Belleville est ouverte en 1843 sous le nom de « passage du Guignier ». Elle est classée dans la voirie parisienne en vertu du décret du 23 mai 1863.
Par un arrêté du 1er février 1877, elle est transformée en place lors de l'ouverture de la rue des Pyrénées à la suite de la démolition des immeubles du côté impair.
Elle prend sa dénomination actuelle par un arrêté du 7 décembre 1883.

## Bâtiments remarquables et lieux de mémoire
- Un édicule en pierre du service des égouts de Paris.
- La place accueille un marché de quartier bi-hebdomadaire.

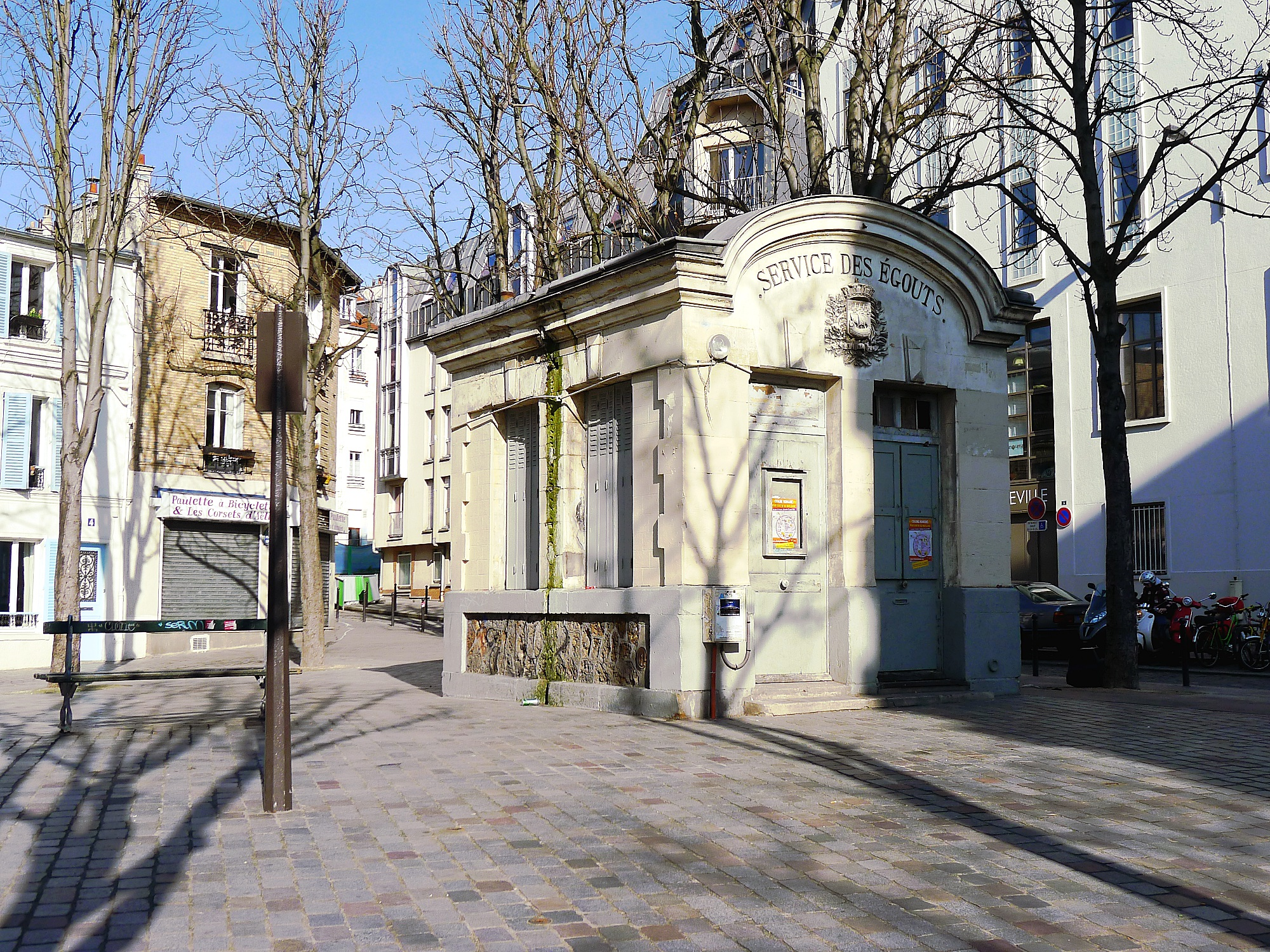
Édicule du service des égouts.